# Nicola Cassio
Pour les articles homonymes, voir Cassio.
Nicola Cassio, né le 9 juillet 1985 à Trieste, est un nageur italien. Il compte un titre mondial en petit bassin et deux titres européens en relais. Il a participé aux Jeux olympiques d'été de 2008.

## Palmarès

### Jeux olympiques d'été
- Jeux olympiques de 2008 à Pékin
  - 4e de la finale du relais 4 × 200 m nage libre

### Championnats du monde

#### En petit bassin
- Championnats du monde 2006 à Shanghai
  -  Médaille d'or du relais 4 × 200 m nage libre
- Championnats du monde 2008 à Manchester
  -  Médaille de bronze du relais 4 × 200 m nage libre

### Championnats d'Europe

#### En grand bassin
- Championnats d'Europe 2006 à Budapest
  -  Médaille d'or du 4 × 200 m nage libre
- Championnats d'Europe 2008 à Eindhoven
  -  Médaille d'or du 4 × 200 m nage libre